# تمبک
تمبک (تنبک، دمبک، دندونک و ضَرب) یکی از سازهای کوبه‌ای ایرانی است. این ساز پوستی، از نظر سازشناسی جزء طبل‌های جام‌شکل محسوب می‌شود.

## ساختمان

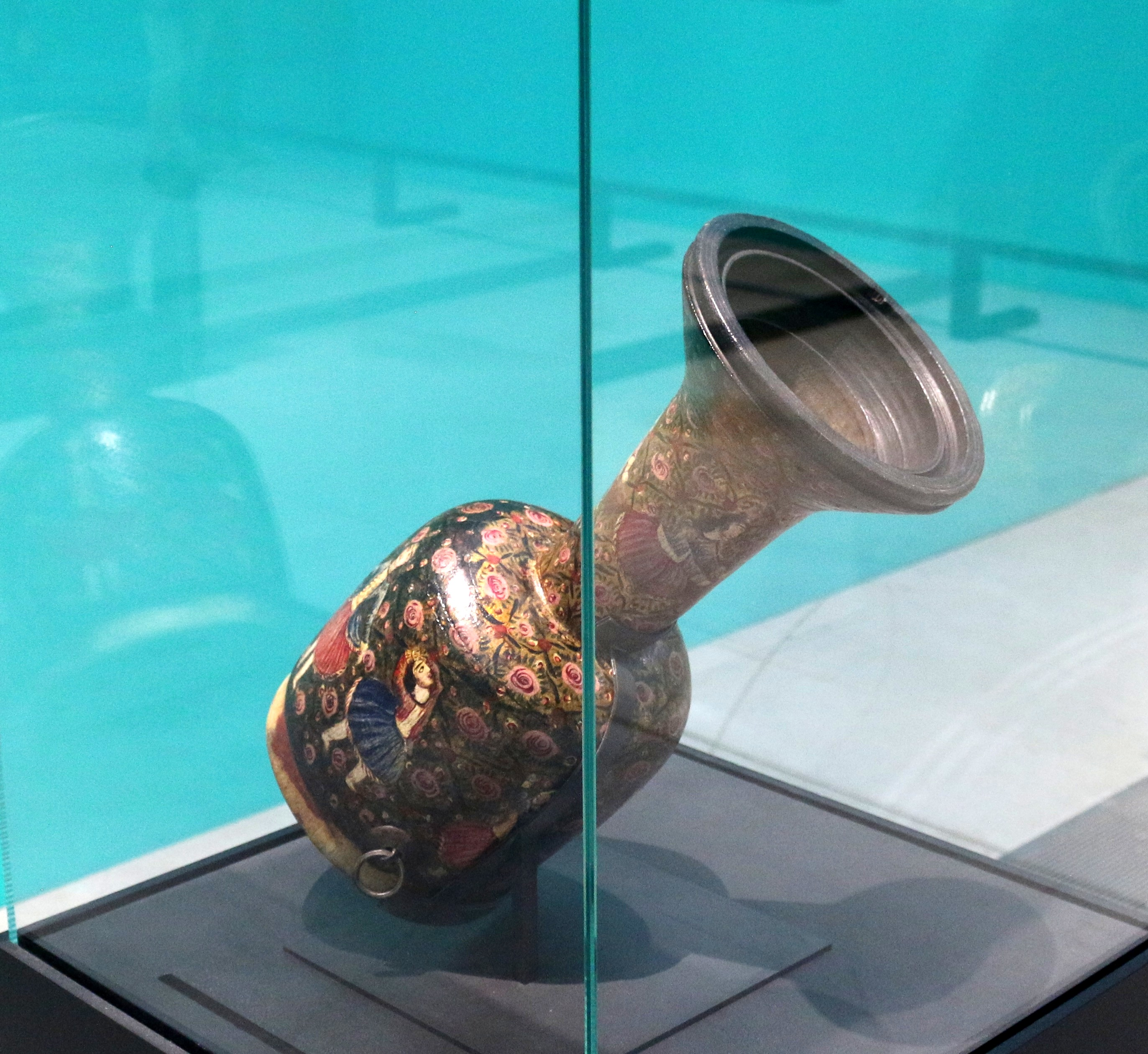
تمبک با نقاشی بر بدنه از سده نوزدهم میلادی در موزه لوور

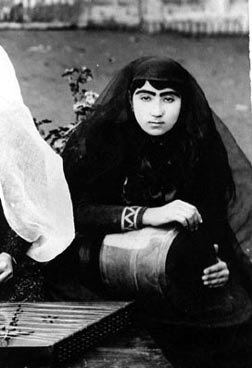
تنبک و زن قاجاری

بدنهٔ تمبک را در گذشته از جنس چوب، سفال و گاهی هم فلز می‌ساختند، اما امروزه تنها از چوب در ساختن تمبک استفاده می‌شود. تمبک از بخش‌های زیر تشکیل شده‌است:
- پوست
- دهانهٔ بزرگ
- تنه
- پا
- گلویی (نفیر)
- دهانهٔ کوچک (کالیبر)

از حلقه در انگشت‌های وسطی دستان می‌توان با زدن روی پوست دهانه بزرگ چسبیده به تنه و شیارهای روی تنه با کشیدن حلقه‌ها اصوات و شیرین کاری‌های متنوع و جالبی اجرا کرد.

## پیشینه
پیشینه تمبک با نام‌های پهلوی دمبلک به پیش از اسلام می‌رسد و بنابر نظر دکتر معین دمبک صورت دگرگون‌شدهٔ همین نام است. به نظر برخی موسیقی‌دان‌های قدیمی ایران مانند فارابی زادگاه تمبک در مناطق غربی ایران است. 
تمبک در چند دههٔ اخیر پیشرفت چشم‌گیری کرده و حتی به عنوان سازی مستقل برای تک‌نوازی مطرح شده‌است.

## ریشه نام
دربارهٔ وجه تسمیه این ساز، هنوز یک رای نهایی حاصل نشده‌است. بهمن رجبی معتقد است که نام این ساز در اصل تنبک بوده و تبدیل آن به تمبک به دلیل قلب حرف «ن» ساکن به «م»، قبل از حرف «ب» است؛ مثل اتفاقی که در تلفظ واژهٔ «شنبه» می‌افتد. (تنبک و نگرشی به ریتم از زوایای مختلف نوشته بهمن رجبی) اما گروهی دیگر اعتقاد دارند که صورت «تنبک» منشاء منطقی نداشته و به همین دلیل به اشتباه در میان مردم رواج یافته‌است. اما در نوازندگی این ساز از تکنیک‌هایی به نام‌های «تُم»، «بک»، «پلنگ» و «ریز» استفاده می‌شود؛ بنابراین چندان بعید نیست اگر نامگذاری «تمبک» بر اساس همین اسامی صورت گرفته باشد. از دیدگاه زبان‌شناسان واژه Tambourine که در زبان‌های اروپایی برای تمبک به کار می‌رود از واژهٔ تنبور پهلوی وام گرفته شده‌است.
اما داریوش صفوت معتقد است که نام تنبک به صداهای «تم» و «بک» اشاره دارد که اولی صدای بمی است که حاصل ضربه به مرکز پوست ساز است و دومی صدایی زیر ناشی از ضربه زدن به حاشیهٔ آن.

### کلمهٔ تمبک
حسین دهلوی در مقدمهٔ کتاب آموزش تمبک در مورد انتخاب کلمهٔ «تمبک» نوشته است:
طنین هجای «تُم» بیش از هجاهای «دُم، دُن، تُن» و غیره (در اسامی دمبک، دنبک، تنبک ...) بازگو کنندهٔ صدای حاصل از اجرا در ناحیهٔ مرکزی این ساز است و از طرفی چون برطبقِ یکی از قواعد تلفظ زبان فارسی، هرگاه حرف «ن» ساکن در کلمه، قبل از «ب» واقع شود، در تلفظ به «م» تبدیل می‌گردد، لذا نام این ساز آن‌طور  که تلفظ می‌شود، «تمبک» اختیار و در این کتاب به‌کاربرده شده است.»

## نوازندگان شاخص (قدما و معاصر)

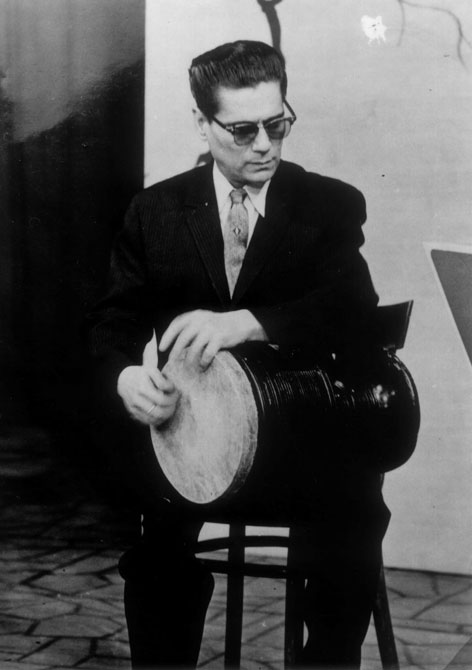
حسین تهرانی در حال تمبک نواختن

از قدمای نوازندگی تمبک می‌توان از حاجی‌خان ضرب‌گیر ، عیسی آقاباشی، رضاقلی‌خان نوروزی، ابوالحسن صبا و عبدالله دوامی نام برد.
و از نوازندگان معاصر تمبک:
- حسین تهرانی
- جهانگیر ملک
- امیر ناصر افتتاح
- بهمن رجبی
- ناصر فرهنگ‌فر
- سیامک بنایی
- محمد اسماعیلی
- مرتضی اعیان
- امیر بیداریان نژاد
- جمشید محبی
- داریوش زرگری
- محمود فرهمند
- فربد یداللهی
- نوید افقه
- همایون شجریان
- پژمان حدادی
- محسن کثیرالسفر
- حمید قنبری
- ارژنگ کامکار